# 六角獄舎
六角獄舎（ろっかくごくしゃ）は平安時代に建設された左獄・右獄を前身とする京都の牢獄である。正式名は三条新地牢屋敷。移転を繰り返して宝永5年（1708年）の京都大火以降に中京区六角通神泉苑西入南側に移転されてからは六角獄舎または六角獄、六角牢などと呼ばれるようになった。

## 歴史

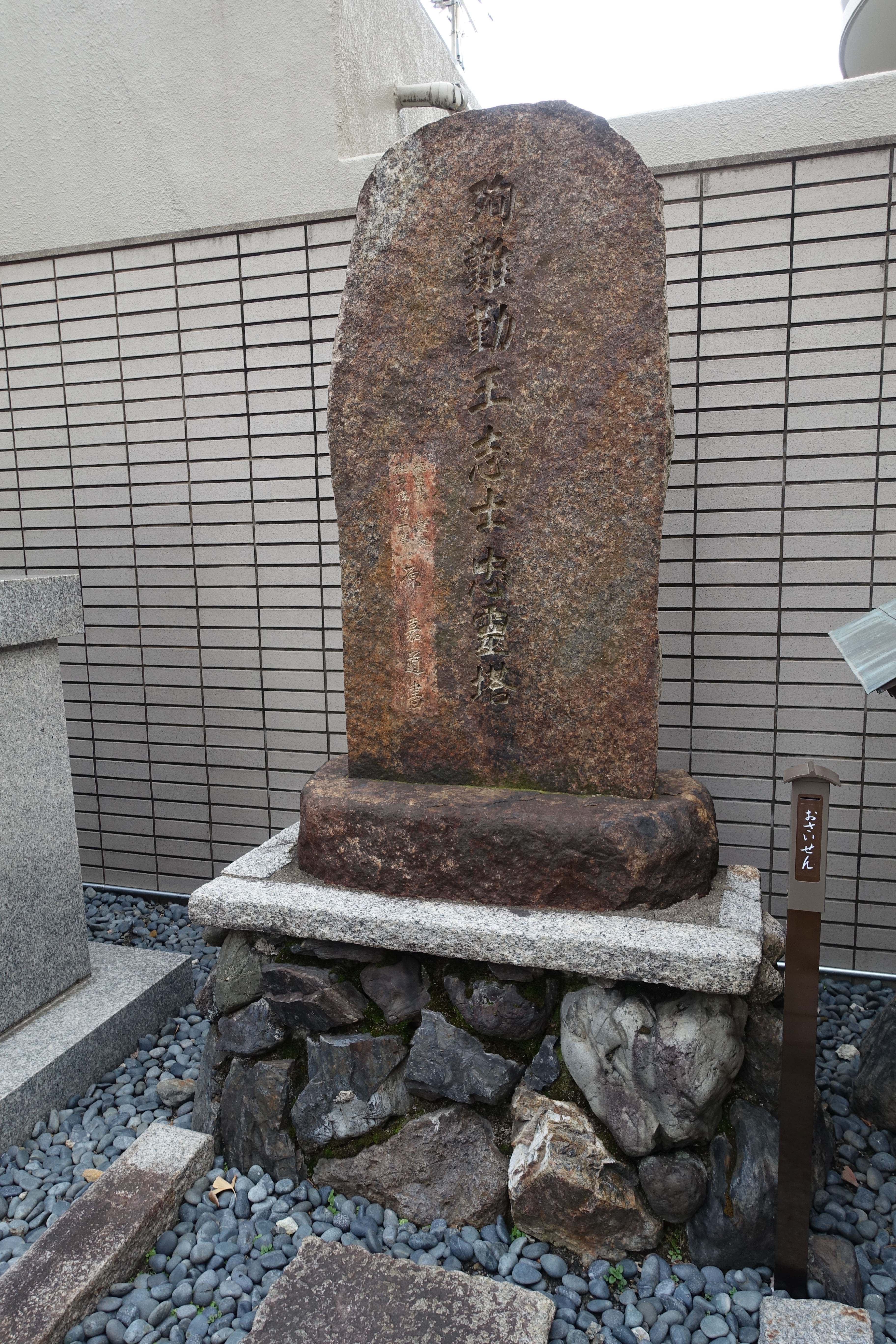
六角獄舎跡にある殉難勤王志士忠霊塔
財團法人 京都感化保護院により昭和十五年七月廿日建之

平安京以来の左獄が、豊臣秀吉のときに小川通御池上ル西側に移され、宝永5年（1708年）3月の京都大火の後にさらに移転し、現在の中京区六角通神泉苑西入南側に移転された。当時（刊行時期不明）の地図には「牢屋敷」とある。
敷地内には十八畳敷きの切支丹牢があり、中ノ間は三間四方であった。切支丹牢は江戸にもなく稀有な存在であった。
宝暦4年（1754年）、医学者・山脇東洋が京都所司代の許可を得て日本で初めて人体解剖を行った場所が六角獄舎である。解剖には死刑囚が用いられた。
幕末の混乱の中、井伊直弼の安政の大獄による政治犯や過激な尊皇攘夷派志士らが多く捕らえられて処刑されるようになる。しかし反面、尊皇攘夷思想の強い囚人が集まったため牢内で囚人達に尊皇論を説いたり同志と知り合ったりなどという事もあったらしい。
元治元年7月19日（1864年8月20日）に始まった禁門の変に伴い生じた火災（どんどん焼け）は、京都市中に広がり六角獄舎にも及ぶ恐れが生じた。管理を任されていた京都町奉行の滝川具挙は過激な志士達の脱走を恐れて囚人解き放ちをせず、いまだ判決が定まっていなかった生野の変の首謀者・平野国臣、天誅組の変の水郡善之祐（河内勢）、乾十郎（十津川勢）など囚人33人を斬罪に処してしまう。しかし六角獄舎に火は回って来なかった。これについて、安政の大獄で捕らえられていた村井正礼が記した手記『縲史』に当時の生々しい記録が残る。さらに、前月の池田屋事件の折に捕縛されていた古高俊太郎をはじめとする尊皇攘夷志士らも斬罪。この件は新選組の仕業と疑われるようになる。
明治以後、監獄から保護施設として改築された。斬首に使われた刀を洗う「首洗井」が埋め立てられてはいるが跡地に現存しており、密かな心霊スポットになっている。

### 明治維新以降
明治維新後、徒刑場は二条城近くに移転したものの、六角獄舎は1885年（明治18年）までは分監として利用された。その後、跡地を利用して、出獄したものの身寄りのない者の引受・厚生施設として設立された財団法人・京都感化保護院が獄舎跡地に移転した。敷地については市から無償貸与を受けていたが、1916年（大正5年）には無償譲渡を受けている。1991年（平成3年）、施設の北側が不動産会社に売却され、その資金で感化保護院の改築を行った。不動産業者に売却された部分にはマンションが建築され、現在に至っている。

## 日本初の学術的人体解剖

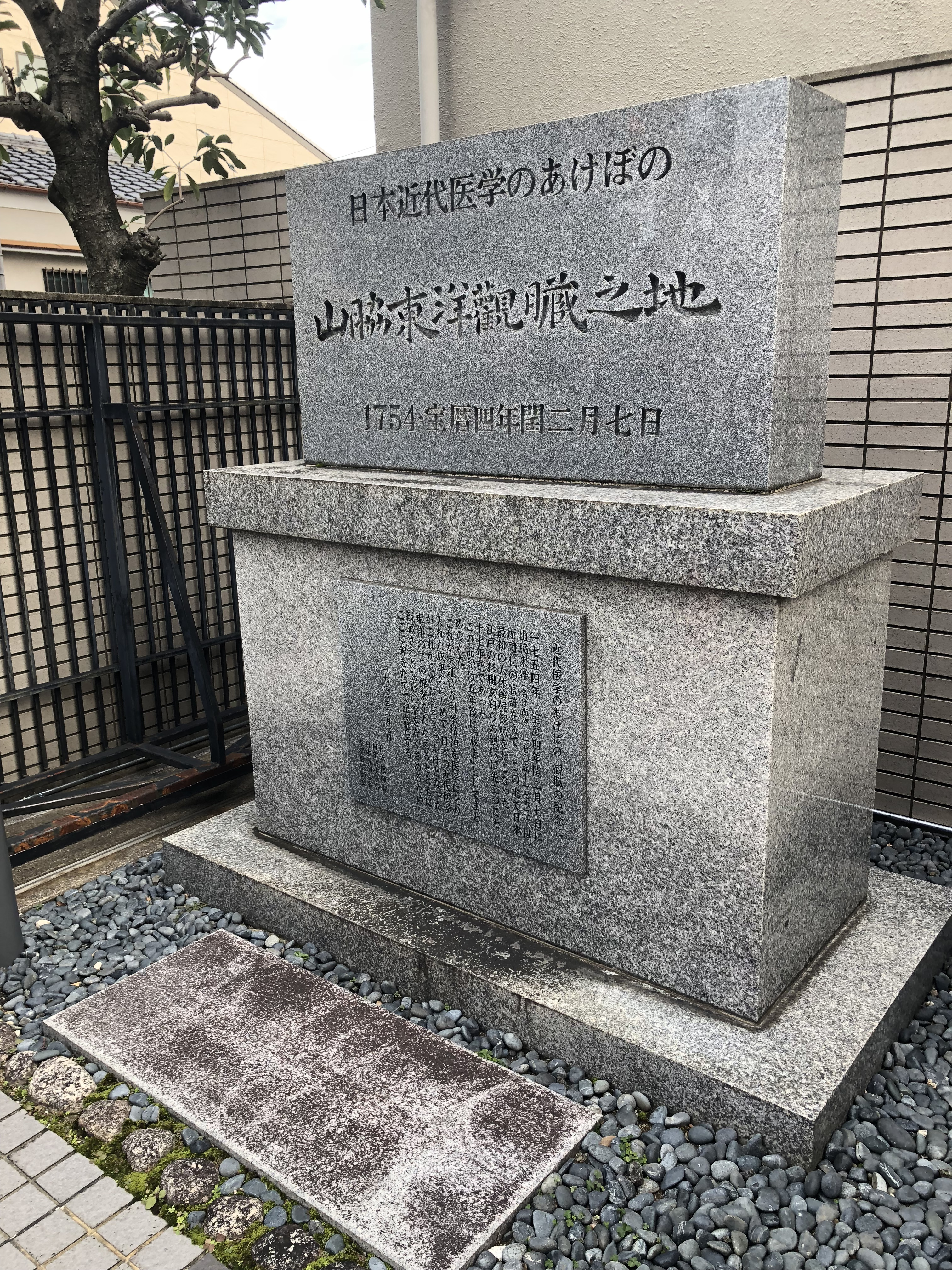
大宮通六角近くにある山脇東洋の腑分けの地の碑。日本医師会等が1976年に建立した。

宝暦4年（1754年）2月７日、医学者・山脇東洋が京都所司代であった小浜藩主・酒井忠用の許可を得て六角獄舎で日本で初めての人体解剖を行った。この時の解剖記録・解剖図４枚を収めたのが、『蔵志』である。多くの誤りもあったが、日本医学史上に占める意義は大きく、その後、弟子たちにより全国各地で解剖が行われることになる。